# Celaena sachaliensis
Celaena sachaliensis là một loài bướm đêm trong họ Noctuidae.